# Шемонаевка
Шемонаевка — упразднённый посёлок в Баевском районе Алтайского края России. На момент упразднения входил в состав Верх-Пайвинского сельсовета. Исключён из учётных данных в 1983 году.

## География
Посёлок находится в северо-западной части Алтайского края, в лесостепной приобской зоне, в истоке реки Пайва (приток Чумана, на расстоянии примерно 9 километров (по прямой) к северо-западу от села Верх-Пайва. Средняя температура января −18,7 °C, июля — +19,4 °C. Годовое количество осадков — 330 мм.

## История
Посёлок Шемонаевка был основан в 1911 году. В 1928 году посёлок Шемонаевский состоял из 74 хозяйств. В административном отношении являлся центром сельсовета Шемонаевского сельсовета Баевского района Каменского округа Сибирского края.

## Население
В 1926 году в поселке проживал 366 человек (180 мужчин и 186 женщин), основное население — русские